# Röd fantomtetra
Röd fantomtetra (Hyphessobrycon sweglesi) är en fiskart som först beskrevs av Géry, 1961.  Röd fantomtetra ingår i släktet Hyphessobrycon och familjen Characidae. Inga underarter finns listade i Catalogue of Life.